# Linay
Linay település Franciaországban, Ardennes megyében. Lakosainak száma 219 fő (2022. január 1.). Linay Blagny, Fromy, Puilly-et-Charbeaux, Sailly és Villy községekkel határos.

## Népesség
A település népességének változása:
| Lakosok száma | 303  | 222  | 188  | 240  | 257  | 262  | 250  | 224  | 222  | 219  |
|               | 1968 | 1982 | 1990 | 2006 | 2013 | 2015 | 2017 | 2019 | 2020 | 2022 |